# سوپرمدل

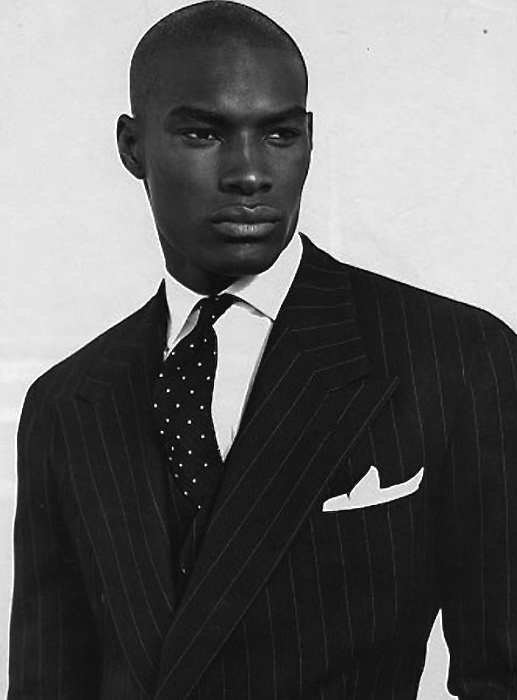
تایسن بکفورد در حال تبلیغ برای رالف لورن

سوپرمدل یک مدل مد بسیار معروف و پردرآمد است که شهرت جهانی دارد و پیشینه‌ای در زمینه مد لباس و مدلینگ تجاری دارد. این اصطلاح در دهه ۱۹۹۰ رایج شد. سوپرمدل‌ها معمولا برای طراحان برجسته مد و برندهای پوشاک کار می‌کنند و به‌تبلیغ محصولات یا خدمات آن‌ها می‌پردازند. ممکن است آنها قراردادها، حمایت‌ها و کمپین‌های چند میلیون دلاری داشته باشند. سوپرمدل‌ها خود را به عنوان نام‌های معروف معرفی کرده‌اند و شهرت جهانی آنها با حرفه مدلینگ مرتبط است. عکس آنها بر روی جلد مجلات مد پیشرو در صنعت مد بوده است. کلودیا شیفر در سال ۲۰۰۷ اظهار داشت: "برای تبدیل شدن به یک سوپر مدل، باید هم‌زمان روی جلد تمام مجله‌های جهان بود تا مردم بتوانند تو را بشناسند."

## برترین سوپر‌مدل‌های تمام دوران
در حالی که رتبه‌بندی سوپرمدل‌ها می‌تواند ذاتاً ذهنی باشد، برخی ویژگی‌های زیبایی‌شناسی، شخصیت یا شهرت خاصی را ترجیح می‌دهند. برای موفقیت تجاری، ترکیب خوبی از همه موارد فوق لازم است. در زیر فهرستی از موفق‌ترین سوپر‌مدل‌های تمام دوران را مشاهده می‌کنید:
| زنان                  | مردان            |
| --------------------- | ---------------- |
| ژیزل بوندشن           | شان اپرای        |
| کتی ایرلند            | چیکو لاچوسکی     |
| سیندی کرافورد         | تایسن بکفورد     |
| تایرا بنکس            | مارک واندرلو     |
| ایمان                 | جردن بارت        |
| هایدی کلوم            | دیوید گندی       |
| الی مک‌فرسن            | برد کرونیگ       |
| آدریانا لیما          | آرماندو کابرال   |
| نائومی کمبل           | ایواندرو سولداتی |
| کندیس سوانپول         | جن کرتاخارنا     |
| الساندرا آمبروزیو     | ماتیاس لوریدسن   |
| کریستی تورلینگتون     | آلتون میسون      |
| لیندا اوانجلیستا      | نوا میلز         |
| کیت ماس               | مارکوس شنکنبرگ   |
| هلنا کریستنسن         |                  |
| کلودیا شیفر           |                  |
| رزی هانتینگتون وایتلی |                  |

## پردرآمدترین سوپرمدل‌های زن

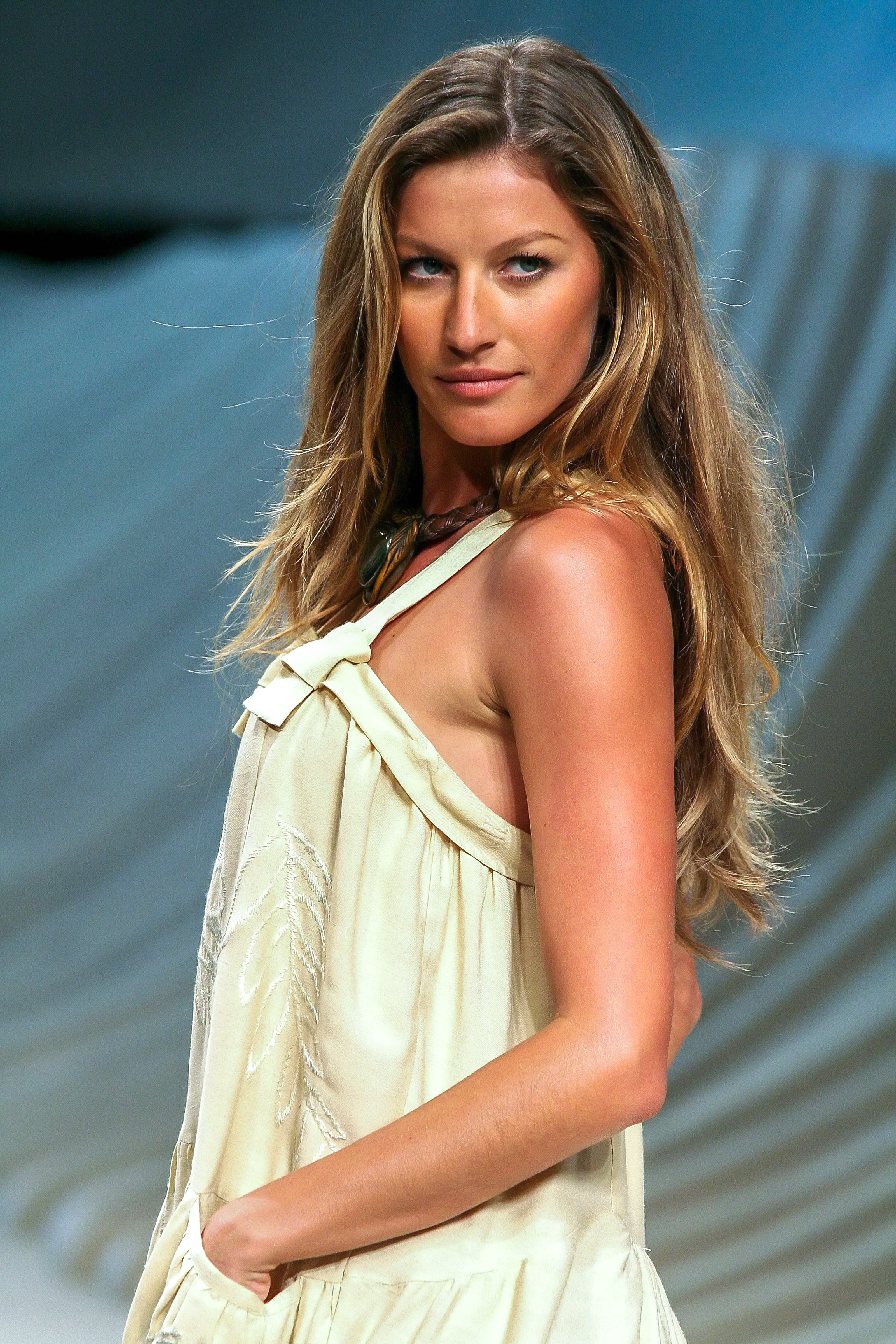
ژیزل بوندشن پردرآمدترین سوپرمدل جهان بین سال‌های ۲۰۰۳ تا ۲۰۱۶ بود

ژیزل بوندشن مدل برزیلی، طبق گزارش نشریه فوربز پردرآمدترین سوپرمدل جهان، با ارزش خالص ۳۶۰ میلیون دلار، شناخته می‌شود؛ او روزانه ۱۲۸۰۰۰ دلار فقط از طریق تبلیغات درآمد دارد.

### آمار سال ۲۰۱۷ میلادی
1. کندال جنر(نپو مدل) ۲۲ میلیون دلار
2. ژیزل بوندشن ۱۷٫۵ میلیون دلار
3. کریسی تیگن ۱۳٫۵ میلیون دلار
4. آدریانا لیما ۱۰٫۵ میلیون دلار
5. جی جی حدید(نپو مدل) ۹٫۵ میلیون دلار
6. رزی هانتینگتون وایتلی ۹٫۵ میلیون دلار
7. کارلی کلاوس ۹ میلیون دلار
8. لیو ون ۶٫۵ میلیون دلار
9. بلا حدید ۶ میلیون دلار
10. اشلی گراهام ۵٫۵ میلیون دلار